# El'covka
El'covka (in russo Ельцовка?) è un villaggio del settore meridionale della Siberia Occidentale situato nel Territorio dell'Altaj,  in Russia. È il centro amministrativo del distretto El'covskij.
La località si trova 253 km a est della capitale Barnaul sul fiume Čumyš.